# Draž
Draž (mađarski Darázs) je naselje i sjedište općine u Hrvatskoj. Nalazi se u Baranji, u Osječko-baranjskoj županiji.

## Zemljopis
Draž se nalazi u Baranji. U sastavu općine se nalaze naselja: Batina, Draž, Duboševica, Gajić, Podolje, Topolje. Draž se nalazi na krajnjem sjeveroistoku Hrvatske, u kutu između granice s Mađarskom na sjeveru i granice sa Srbijom na istoku. Draž je udaljen od Osijeka 44 km, od Belog Manastira 25 km, od Mohača u Mađarskoj 24 km, a od Sombora u Srbiji 32 km. Naselje se nalazi u podnožju Baranjske planine, sjeverni rub mjesta omeđen je starim Dunavom, a kroz mjesto teče rijeka Karašica, koja se 4 km istočno ulijeva u Dunav.                                                              Dijelovi naselja su Donji kraj, Gornji kraj, Romonja, Malica i Draž Planina.                                                                                                            Iznad Draža na Baranjskoj planini je vrh Trojnaš visine 205 metara, koji je uređen kao vidikovac. Po nekim izvorima na vrhu Trojnaš je ruža vjetrova, pogodno za izgradnju zračne banje.                                                                     Stanovnici Draža, te većina stanovnika Baranje mjesto i dalje nazivaju starim šokačko-mađarskim imenom Daraž, a sebe Darašcima i Daraškinjama.   

## Stanovništvo

### Popis iz 2011. godine
Prema popisu stanovništva iz 2011. godine, u naselju Draž živi 505 stanovnika, dok u cijeloj općini živi 2767 osoba.
Prema nacionalnom sastavu većinu u općini Draž čine Hrvati – 1931 (69,79 %), Mađara je 680 (24,58 %), 90 Srba (3,25 %), 21 Nijemac (0,76 %), Albanaca ima 5 (0,18 %), 5 Slovenaca (0,18 %), 4 Bošnjaka (0,14 %), 3 Bugara (0,11 %), 2 Poljaka (0,07 %), 2 Roma (0,07 %), 1 Makedonac (0,04 %), 1 Rumunj (0,04 %) i 1 Ukrajinac (0,04 %)

### Popis iz 2001. godine
Prema popisu stanovništva iz 2001. godine, općina Draž imala je 3356 stanovnika, raspoređenih u 6 naselja:
- Batina – 1048
- Draž – 623
- Duboševica – 690
- Gajić – 354
- Podolje – 168
- Topolje – 473

Nacionalni sastav 2001. godine:
- Hrvati – 2278 (67,88)
- Mađari – 874 (26,04)
- Srbi – 94 (2,80)
- Nijemci – 27 (0,80)
- Albanci – 7 (0,21)
- Bošnjaci – 7 (0,21)
- Slovenci – 5 (0,15)
- Bugari – 1
- Poljaci – 1
- Romi – 1
- Rusi – 1
- Ukrajinci – 1
- ostali – 1
- neopredijeljeni – 53 (1,58)
- nepoznato – 5 (0,15)

| broj stanovnika | 8723  | 9374  | 9654  | 10808 | 11068 | 11099 | 9625  | 9290  | 7770  | 7370  | 7409  | 6573  | 5236  | 4623  | 3356  | 2767  | 1949  |
|                 | 1857. | 1869. | 1880. | 1890. | 1900. | 1910. | 1921. | 1931. | 1948. | 1953. | 1961. | 1971. | 1981. | 1991. | 2001. | 2011. | 2021. |

| broj stanovnika | 1773  | 1817  | 1882  | 2129  | 2238  | 2259  | 3105  | 1844  | 1468  | 1407  | 1365  | 1185  | 910   | 840   | 623   | 505   | 355   |
|                 | 1857. | 1869. | 1880. | 1890. | 1900. | 1910. | 1921. | 1931. | 1948. | 1953. | 1961. | 1971. | 1981. | 1991. | 2001. | 2011. | 2021. |

Stanovništvo naselja Draža, kao i cijele općine, većinom čine Hrvati-Šokci. Austro-Ugarska monarhija prilikom popisa stanovništva popisivala ih je pod nazivom Šokci ili Ilirički narod rimokatoličke ispovjesti.

## Uprava
Draž je sjedište istoimene općine u u Osječko-baranjskoj županiji. Općinom upravlja načelnik općine, koji ima jednog zamjenika,  a zamjenik općinskog načelnika bira se iz redova mađarske nacionalne manjine. Općinsko vijeće sastoji se od 14. članova. Trenutni načelnik općine Draž je Stipan Šašlin (HDZ), isti obnaša i dužnost saborskog zastupnika u Saboru RH, zamjenik načelnika Šandor Šipoš, predsjednica općinskog vijeća Eva Balatinac (HDZ).   Svako mjesto u općini ima mjesni odbor,  kojim upravlja predsjednik mjesnog odbora.

## Povijest
Prema arheološkim nalazima područje Draža bilo je naseljeno već u prapovijesti. Na istočnom rubu sela, na sjevernim padinama Baranjske planine prema starom rukavcu Dunava, tijekom arheološkog iskapanja 1986. godine,  stručnjaci su pronašli prapovijesnu i srednjovjekovnu keramiku. Sjeverni rub lokaliteta graniči s poljskim putem od Draža do Batine. Keramika prikupljena na površini ukazuje na postojanje prapovijesnog i srednjovjekovnog kompleksa naselja koji je imao povoljan geografski položaj. Srednjovjekovna keramika prisutna je u nešto većoj količini od prapovijesne, pa se može pretpostaviti da je ovdje postojalo manje srednjovjekovno naselje. Područje Draža bilo je dio Rimskog limesa (granice Rimskog carstva prema istoku) na Dunavu, a na lokalitetu Gradac između Draža i Batine nalazila se rimska utvrda Ad Militare, izgrađena najvjerojatnije 86. godine. 
Naselje Draž se prvi put pisano spominje 1263. godine. Godine 1450. imala je 15 kmetova i bila je vlasništvo obitelji Herczeg iz Szekszőa. 1526. godine naselje je  opustjelo nakon  bitke na Mohačkom polju i zauzimanja tadašnje kraljevine Ugarske od strane Osmanskog carstva.
Kraj je oslobođen od turske vlasti 1687. godine. Nakon toga se ovdje naselio značajan broj katoličkog stanovništva iz Bosne koje je sa sobom nakon vojnog pohoda protiv Turaka u Bosni naselio vojskovođa princ  Eugen Savojski. Nakon oslobođenja od Turaka južni dio Baranje  postaje imanje prinaca Eugena Savojskog koje je isti dobio na dar od Bečkog dvora zbog uspješnih vojnih akcija protiv Osmaskog carstva. Nakon smrti princa Eugena Savojskog zbog nepostojanja nasljednika imanje postaje vlasništvo Carske komore. Dana 5. svibnja 1780. godine carica Marija Terezija imanje daruje svojoj kćeri, nadvojvotkinji Mariji Kristini od Austrije i njezinom suprugu, princu Albertu od Szasz-Teschena. Budući da i oni nisu imali djece, posjed je naslijedio nadvojvoda Lajos Károly. Károlyjev sin, Albrecht, postaje njegov nasljednik, a nakon njegove smrti, sin Albrechtova brata, Frigyes, postaje sljedeći gospodar, sve do kraja  Prvog svjetskog rata i raspada Austro-ugarske monarhije. 
U vrijeme popisa stanovništva 1910. godine imao je 2259 stanovnika, od toga 1442 Šokaca, 781 Mađara i 33 Nijemca. Od ukupnog broja stanovništva, 2192 su bili rimokatolici, a 39 pravoslavci. Do Trianonskog mira pripadao je kotaru Baranyavári u Baranjskoj županiji. Nakon Prvog svjetskog Baranja je Trianonskim mirovnim ugovorom 1920. podijeljena između Mađarske i Kraljevine SHS. Manji, južni dio područja pripao je jugoslavenskoj državi. U skladu s državnom politikom demađarizacije u krajevima bivše južne Ugarske, 1922. izvršena je promjena imena mjesta u Banatu, Bačkoj i Baranji. Promjena imena naselja u Baranji uglavnom se temeljila na prijedlogu županijskog školskog nadzornika Milana Đ. Ćosića iz prosinca 1920. Mađarski nazivi su zamijenjeni slavenskim imenima mjesta, koja su ostala u upotrebi do danas. Tada je i naziv mjesta promjenjeno iz Darazs u Draž.  U kraljevini Jugoslaviji Draž je pripadao Dunavskoj banovini sa sjedištem u Novom Sadu. Za vrijeme drugog svjetskog rata između 1941. i 1944. godine Draž je ponovno u sastavu Mađarske. Osloboden je nakon Batinske bitke 14.11.1944. godine od strane Crvene armije i partizanskih jedinica NOVJ-a 51. Vojvođanske brigade. Nakon rata opet je u sastavu Jugoslavije. Od 1991. godine pripada samostalnoj Hrvatskoj. Godine 1991. 68 % stanovništva bilo je Hrvata, 25 % Mađara i 3 % Jugoslavena. Početkom Domovinskog rata mjesto je okupirano od strane tzv. JNA i srpskih paravojnih jedinica, a stanovništvo je većinom protjereno i nalazilo se u izbjeglištvu. Mjesto je pretrpilo razaranje i pljačku, a crkva sv. Barbare gotovo je u potpunosti bila uništena miniranjem.Većina muških stanovnika Draža za vrijeme domovinskog rata bili su pripadnici 135. brigade Hrvatske vojske. Unatoč svim povijesnim događanjima, ratovima, pokušajima mađarizacije i srbizacije, te promjenama država, stanovništvo je cijelo vrijeme zadržalo svoj hrvatsko-šokački identitet i kulturu.  

## Gospodarstvo
Gospodarstvo se uglavnom temelji na poljoprivredi, pogotovo na uzgoju žitarica i specijalnih vrsta poput vinove loze, iako se tijekom zadnjih nekoliko godina znatno počeo razvijati i turizam koji se temelji na lovu i ribolovu, a znatno doprinosi i biciklistička ruta Dunav – Crno more, te biciklistička ruta Atlantik – Crno more. Jedan od većih gospodarski važnih projekata je i izgradnja luke na Dunavu u Batini.  Razvoju turizma doprinosi i uređena plaža na rukavcu Dunava ( tzv. stari Dunav) u Dražu, koje je na više internetskih turističkih platformi, radijskih i novinskih članaka redovito uvrštena među prvih 10 najljepših plaža kontinentalne Hrvatske.

## Poznate osobe
- Stipo Golubov, pjesnik
- Vjekoslav Katušin, filmski producent, režiser i glumac
- Josip Balatinac, nogometaš
- Jelka Mihaljev, profesorica i pisac
- Janja Balić, pučka pjesnjikinja
- Ferenc Kontra, mađarski pjesnik
- Amália Csillag, mađarska kazališna glumica

## Spomenici i znamenitosti
- Rimokatolička župna crkva Svete Barbare sagrađena je 1839. godine u barokno-klasicističkom stilu kao jednobrodna građevina s polukružnom apsidom. Na prostranom platou ispred crkve nalazi se kameni križ iz 18. stoljeća. Crkva je pretrpjela velika oštećenja tijekom rata u Hrvatskoj te je obnovljena 1999. godine. Zaštićeni je spomenik kulture Republike Hrvatske.

- Rimokatolička crkva Srca Isusova izgrađena 1902. godine za  na sjevernoj strani  Baranjskog brda (tzv. Mađarska crkva), a izgrađena je  na inicijativu župnika Dezsőa Kornéla Újlakija za potrebe stanovnika Mađarske nacionalnosti koje je tada u velikom broju naseljavalo dijelove Draž planine.
- Kapelica Male Gospe za koju se pretpostavlja da je izgrađena u 18. stoljeću uz cestu Draž – Batina.
- Arheološko nalazište "Kobilica-Veliki Baratvud" pronađeno je terenskim pregledom Baranje 1986, a registrirano je 1989. Prapovijesni i srednjovjekovni lokalitet nalazi se na istočnom rubu sela Draž, na sjevernim obroncima baranjske grede koja se spušta prema starom rukavcu Dunava. Sa sjeverne strane lokalitet omeđuje poljski put, a s južne cesta Draž – Batina.[6]

## Obrazovanje
U Dražu se nalazi osnovna škola "Draž", pod koju spadaju i područne škole u Batini, Topolju i Duboševici.      Draž je imao prvu školu školu već 1738. godine, ali se zbog nedostatka učionica nastava ponekad odvijala u učiteljskoj sobi. Jednosobna škola sagrađena je 1846. godine. Škola se nalazila u današnjoj ulici Vladimira Nazora preko puta župnog dvora i crkve Sv. Barbare. U školskoj godini 1864/65 Rimokatolička pučka škola već je imala dvije učionice i bila je vlasništvo sela Draž i Gajić. Stanje zgrade bilo je dosta loše. Zgrada je bila toliko oštećena poplavom 1876. godine da je morala biti obnovljena 1878. godine. U međuvremenu je Gajić izgradio vlastitu školu i odvojio se od škole Draž. Zbog velikog broja učenika škola Draž je 1888. godine morala biti proširena učionicom. Zbog istog razloga poslije završetka drugog svjetskog rata 1951. godine sagrađena je nova škola na sadašnjem mjestu. Ista je renovirana poslije domovinskog rat 2001. godine, kada je u sklopu škole izgrađena i moderna sportska dvorana, a donacijom Japanske vlade kabinet za informatiku. U ekološko-obrazovnom projektu Hrvatske radiotevizije i Ministarstvo znanosti i obrazovanja u projektu: "Najljepši školski vrtovi za 2021. godinu" osnovna škola "Draž" osvojila je prvo mjesto u kategoriji tradicijski uzgoj.

## Kultura
- 1907. godine selo je kao dar dobilo Narodnu knjižnicu od 137 svezaka. Mjesni Građanski čitateljski kružok osnovan je 1911. godine i djelovao je do 1914. godine.
- Kulturno umjetničko društvo "Seljačka sloga" Draž osnovano je 1925. godine.  Nastupalo je na svim regioanalnim smotrama folklora (Đakovački vezovi, Vinkovačke jeseni) te nekoliko puta na međunarodnoj smotri folkora u Zagrebu, prvi puta 1939. godine, kao i na raznim nastupima u inostranstvu. Društvo je svoj rad nastavilo i za vrijeme domovinskog rata u Osijeku, te je 1992. godine u saradnji s Radio Osijekom izdalo prvi Baranjski nosač zvuka, glazbenu kasetu, "Ej Baranjo".
- Udruga za očuvanje mađarske tradicije "Daráz–Hercegmárok" osnovana je 2013. godine.
- U Dražu je 1987. godine prvi puta održana kulturno umjetnička manifestija "Baranjski bećarac", koja se održava do danas, s prekidom od 1991. do 1999. godine zbog domovinskog rata, te je postala jedna od vodećih kulturnih i turističkih događaja u Baranji.
- Veliki doprinos kulturi i obrazovanju, te očuvanju Šokačke tradicije Draža i okolice, dala je profesorica Hrvatskog jezika u školi u Dražu, Jelka Mihaljev (1924-2016), dugogodišnja voditeljica folklorne skupine. Ista je 2012. izdala knjigu o kulturi, povijesti i tradiciji Baranjskih šokaca  "Proletilo dvanaest golubova".

## Šport
- NK Mladost Draž (1. ŽNL Osječko-baranjska), igra svoje domaće utakmice na stadionu "Pod Barom" izgrađenom 2017. godine, kapaciteta 264 sjedećih mjesta, s natkrivenom tribinom i rasvjetom za odigravanje noćnih utakmica.
- Veslački klub Baranja Draž, povijesni uspjeh Dore Balić koja je osvojila 3. mjesto na državnom prvenstvu Hrvatske (8.7.2018)

## Vanjske poveznice
- Službene stranice općine
- Općina Draž na stranicama županije  Arhivirana inačica izvorne stranice od 27. listopada 2005. (Wayback Machine)